# Li Xuepeng
Li Xuepeng (en chino tradicional: 李學鵬; en chino simplificado: 李学鹏; pinyin: Lǐ Xuépéng; Dalian, Liaoning, 18 de septiembre de 1988) es un futbolista chino que juega en la posición de lateral izquierdo con el Guangzhou FC de la Superliga de China.

## Carrera

### Club
| Periodo   | Club                  | País      | Apariciones | Goles |
| --------- | --------------------- | --------- | ----------- | ----- |
| 2007–2012 | Dalian Shide          | China     | 98          | 3     |
| 2007–2008 | → Citizen AA (cedido) | Hong Kong | 1           | 0     |
| 2013–2014 | Dalian Aerbin         | China     | 34          | 1     |
| 2014–     | Guangzhou Evergrande  | China     | 106         | 0     |

### Selección nacional
Jugó para China en 32 ocasiones de 2010 a 2018 y participó en la Copa Asiática 2011.

## Logros

### Club
- Superliga de China: 2014, 2015, 2016, 2017, 2019
- Liga de Campeones de la AFC: 2015
- Copa FA de China: 2016[3]
- Supercopa de China: 2016, 2017, 2018

### Individual
- Equipo ideal de la Superliga China: 2018